# Crna Trava
Crna Trava naselje je i općina Jablaničkog okruga (Srbija). Osim Crne Trave u općini je više naselja od kojih su najveća: Darkovce, Gradska i Zlatance.
Na sjeverozapadu općina graniči s općinom Vlasotince, na sjeveroistoku s općinom Babušnica, a na jugu s Općinom Surdulica. Na jugozapadu je općina Vladičin Han, a na zapadu je općina Leskovac. Na istoku je Bugarska.
Područje Crne Trave je planinskog karaktera s visinama između 346 m i 1721 m. Kroz općinu teče rijeka Vlasina.
Crna Trava nastaje kao metoh bugarske Aja Sofije. Crnotravci se naseljuju iz pretežno rudarskih regija kao Kopaonik, Raške Oblasti i Rudnika. Tijekom srpskih seoba većina dolazi s Kosova. Status varoši Crnotravci kupuju od turaka. Poslije Drugog svetskog rata većina Crnotravaca se seli u Beograd. Crnotravci su poznati po građevinarskim djelatnostima u svim krajevima bivše SFRJ.
Vlasinsko jezero samo je 10 km udaljeno od Crne Trave.